# The Lost and the Plunderers
"The Lost And The Plunderers" là tập thứ mười trong Phần 8 của series phim truyền hình The Walking Dead. Tập phim được phát sóng trên kênh AMC của Mỹ vào ngày 4/3/2018.

## Nội dung tập
Tập phim được chia thành nhiều đoạn nhỏ, với mỗi đoạn là góc nhìn câu chuyện từ một nhân vật chính.

### Michonne
Sau khi chôn cất Carl, Michonne và Rick vẫn đứng bên mộ cậu với vẻ đau buồn. Rick treo khẩu súng lên mộ con trai và chần chừ một lúc trước khi lấy lại nó.
Michonne đi xung quanh và nhìn thấy một Alexandria đổ nát sau khi bị The Saviors phá hủy. Cô giết chết một vài xác sống và nhận ra rằng đang ngày có nhiều con hơn đang vào được bên trong cộng đồng qua cánh cổng sau bị để mở. Michonne cố khép nó lại và cũng tạm thời chặn được chúng.
Rick nhặt lên một chiếc bộ đàm từ xác của một thành viên The Saviors đã chết. Anh cùng Michonne quay lại nhà của họ để lấy đồ. Michonne nhìn thấy vết sơn hình hai bàn tay trước nhà và nhận ra đó là của Carl và Judith. Cô một lần nữa trở nên đau buồn nhưng đành trở vào trong khi thấy có một vài xác sống đang lại gần.
Khi cả hai chuẩn bị lên xe rời khỏi, Michonne nhìn thấy một chiếc chòi gỗ đang bốc cháy và nhớ lại việc Carl từng ngồi trên nóc nó. Cô và Rick cùng mang bình cứu hỏa chạy lại để dập tắt đám cháy nhưng không thành công và buộc phải tháo chạy khi quá nhiều xác sống tiến tới. Chiếc xe của họ rời khỏi Alexandria, trong khi Michonne ngoái lại nhìn đống đổ nát một lần cuối.
Đi được một đoạn, Rick bày tỏ thắc mắc rằng những lời dặn dò cuối của Carl dành cho mình thực sự có ý nghĩa gì. Michonne liền gợi ý rằng họ nên dừng xe để đọc những lá thư mà Carl để lại. Tuy nhiên, Rick từ chối do vẫn còn quá đau buồn. Trước sự bất ngờ của mình, Michonne nhận ra rằng Carl cũng để lại một bức thư cho Negan.
Rick bảo rằng anh muốn tới chỗ của The Scavengers một lần nữa để thuyết phục Jadis cùng người của cô ta tham chiến, bởi dù sao chúng cũng đã bị trông thấy đi cùng anh tới The Sanctuary và giờ đã bị kẻ địch coi là mối hiểm họa. Tới bãi rác, Rick và Michonne bị mắc kẹt tại đây do vô tình vướng vào một chiếc dây bẫy, khiến một đống rác lớn từ trên đổ xuống và chặn đường ra. Một bầy xác sống bầt ngờ xuất hiện và ùa về phía họ. Cả hai bàng hoàng khi nhận ra chúng chính là những thành viên The Scavengers đã chết.

### Negan
Tại The Sanctuary, Negan đang bàn luận với Simon về chuyện vừa xảy ra ở Alexandria. Hắn bày tỏ sự ấn tượng về việc Carl đã một mình đánh lạc hướng hắn để những cư dân khác trốn thoát. Simon báo cáo rằng việc truy lùng người dân Alexandria vẫn đang diễn ra và hắn chưa nghe thấy tin tức gì từ nhóm của Gavin sau khi chúng tới The Kingdom.
Negan liền giao cho Simon nhiệm vụ đến xử lý các thành viên The Scavengers sau khi nhìn thấy chúng đi cùng Rick tới căn cứ. Đang hí hửng vì nghĩ rằng mình sẽ được tàn sát hết những kẻ phản bội, Simon nhanh chóng bị cụt hứng khi Negan nhắc cho hắn nhớ rằng dù thế nào thì The Scavengers vẫn là một nguồn nhân lực. Negan ra lệnh rằng Simon chỉ được giết một tên duy nhất để răn đe những tên còn lại.
Tỏ vẻ không mấy đồng tình, Simon nhắc cho thủ lĩnh nhớ về tất cả những lần trước đó đã thực hiện cách răn đe này với các cộng đồng bên phe địch nhưng không có hiệu quả. Hắn đề nghị tiêu diệt hết kẻ địch và đi tìm những cộng đồng mới cai trị để thiết lập lại trật tự, thay vì cố khiến phe Rick khuất phục. Tuy nhiên, Negan đáp rằng dù cách thức hiện tại của chúng có vẻ khó khăn để thực hiện, nhưng nó vẫn có hiệu quả. Hắn tin rằng sau khi xử tử Rick, những người khác sẽ quay trở lại phục tùng The Saviors.
Trước khi cuộc bàn bạc tiếp tục, một vài thành viên The Saviors mang cỗ quan tài bằng gỗ lớn mà trước đó Maggie đã xin từ Simon về để chôn cất cho Neil. Tuy nhiên khi mở ra, chúng nhìn thấy tên Dean trong hình hài xác sống. Hắn lập tức bị Negan dùng súng bắn đinh giết chết. Đọc dòng chữ được viết trên cỗ quan tài rằng Hilltop vẫn đang còn giữ 38 thành viên The Saviors khác từ tiền đồn của mình làm tù nhân, Simon trở nên phẫn nộ và muốn xóa sổ cộng đồng họ ngay lập tức. Một lần nữa, Negan đe nạt Simon phải biết kiềm chế, khiến hắn câm nín.

### Enid
Enid và Aaron bị đưa vào trong một ngôi nhà ở Oceanside và còng tay sau hành động vô tình bắn chết Natania của Enid trước đó. Kathy, Beatrice và Rachel để cho Cyndie toàn quyền quyết định việc sẽ xử lý hai người họ như thế nào. Sau khi nghe lời Enid phân trần rằng Natania tự chuốc lấy cái chết của mình và việc giết họ không những vô nghĩa mà sẽ còn dẫn đến những hậu quả tệ hơn, Cyndie đành thả cho Enid và Aaron đi.
Đưa họ ra khỏi cộng đồng, Cyndie từ chối để người dân Oceanside tham gia cuộc chiến và bảo rằng những gì họ đóng góp cho phe liên minh đã là quá đủ. Cô ấy cảnh cáo Enid và Aaron rằng đừng bao giờ quay trở lại đây. Tuy nhiên, Enid cũng dành cho Cyndie lời khuyên rằng đã đến lúc họ nên ngừng việc né tránh thế giới bên ngoài và giết tất cả những người lạ mới tới cộng đồng.
Trên đường ra, Aaron nói rằng mình sẽ vẫn ở lại và tìm mọi cách thuyết phục người dân Oceanside tham chiến, do trước đó hầu hết họ rõ ràng đều có thái độ hưởng ứng khi nghe lời kêu gọi của Rick. Anh bảo Enid quay về Hilltop báo cáo tình hình với Maggie và để mình lo liệu việc này.

### Simon
Simon dẫn quân tới bãi rác theo lệnh của Negan. Đến nơi, chúng trông thấy các thành viên The Scavengers đã cầm sẵn súng trên tay trong khi Jadis đang thản nhiên đứng vẽ. Simon yêu cầu có một lời xin lỗi từ Jadis do đã trông thấy cô ta cùng người của mình đi cùng Rick tới The Sanctuary. Tuy nhiên, Jadis lại bỡn cợt đáp rằng khi đó cô ta đang áp giải Rick đến cho The Saviors. Dù rất nổi cáu, Simon cố kìm cơn giận của mình lại và nói tiếp rằng The Scavengers sẽ được tha thứ nếu tiếp tục về phe The Saviors và cống nạp súng cho chúng.
Tamiel tỏ vẻ không đồng tình về việc này và bảo rằng chúng cũng cần súng để sinh tồn, nhưng Simon nói rằng The Scavengers giờ đây không còn vấn đề gì cần phải lo khi mà đã có sự bảo vệ từ The Saviors. Cuối cùng, chúng cũng đành chấp nhận giao nạp tất cả súng cho Simon.
Sau đó, Simon bày tỏ thắc mắc rằng vì sao The Scavengers lại chọn một bãi rác làm nơi ở, và nó có liên quan gì đến sân đậu trực thăng hay những tấm pin năng lượng mặt trời đằng sau không. Khi Jadis lảng tránh trả lời những câu hỏi này, Simon bảo rằng hắn vẫn cần một lời xin lỗi chân thành hơn từ Jadis do những lời ban nãy của cô ta vẫn còn "thiếu vẻ hối lỗi". Jadis tiếp tục nói ra một lời xin lỗi nửa vời, để rồi bị bất ngờ khi Simon rút súng ra bắn chết Brion. Bị sốc, Jadis nhắc lại lời xin lỗi của mình với một thái độ nghiêm túc hơn, nhưng Simon chĩa súng sang tiếp tục bắn chết Tamiel. Nổi cơn thịnh nộ, Jadis đánh ngã Simon, buông lời chửi thề và khẳng định rằng lời xin lỗi của cô ta "đã cho thấy sự hối lỗi". Mặc dù vậy, Simon đã không còn chấp nhận lời xin lỗi này và ra lệnh cho người của mình tàn sát hết các thành viên The Scavengers trước sự kinh hãi của Jadis.
Trở về The Sanctuary, Simon nói dối với Negan rằng hắn đã làm đúng những gì được thủ lĩnh yêu cầu. Đúng lúc đó, D.J. cầm bộ đàm đi đến để báo rằng Rick ở đầu bên kia đang muốn nói chuyện với Negan. Sau khi Negan bỏ đi, Simon nhìn xuống vết sơn còn dính trên giày mình sau khi bị đánh ngã bởi Jadis.

### Jadis
Quay trở lại thời điểm hiện tại, Rick và Michonne vừa phải trèo lên đỉnh của đống rác lớn để thoát khỏi sự truy đuổi của bầy xác sống, vốn là các thành viên The Scavengers đã chết sau khi bị Simon thảm sát. Họ tìm thấy Jadis cũng đang ngồi trên này, đang mặc một chiếc váy trắng và khuôn mặt lộ rõ vẻ thẫn thờ.
Sau khi kể cho họ biết chuyện đã xảy ra, Jadis chợt nói chuyện với Rick & Michonne một cách bình thường thay vì kiểu nói cụt lủn kỳ dị trước đây. Cô ta thổ lộ rằng trước đại dịch, mình từng hay tới bãi rác này để tìm kiếm những nguyên vật liệu để tạo ra những tác phẩm nghệ thuật. Lý do mà Jadis chọn nơi này để thành lập một cộng đồng cũng là vì cô ta muốn biến nó trở thành một cái gì đó khác biệt giữa một thế giới như vậy.
Tỏ ra không mấy đồng cảm, Rick cho rằng chuyện vừa xảy ra hoàn toàn là do Jadis tự chuốc lấy. Anh cùng Michonne bắt đầu lên đường tìm cách thoát khỏi bãi rác và từ chối lời xin đi cùng của cô ta vì giờ đây, Jadis cũng không còn giúp ích được gì cho liên quân.
Rick và Michonne lao vào giữa bầy walker và chiến đấu với chúng. Sau một hồi, họ cũng mở được đường thoát. Khi thấy Jadis cũng chạy theo và muốn thoát ra cùng, Rick chĩa súng về phía cô ta rồi giơ lên trời bắn cảnh cáo, khiến Jadis phải rút lui trước sự truy đuổi của đám xác sống.
Lát sau, Jadis đứng sau một chiếc máy nghiền rác và dùng một chiếc gậy gõ liên hồi xuống đất để thu hút sự chú ý của bầy walker. Khi chúng đã tiến đến gần, cô ta khởi động chiếc máy nghiền và để chúng rơi xuống bên dưới. Chứng kiến những người từng là đồng đội của mình bị xay nát, Jadis không thể cầm được nước mắt.
Sau khi toàn bộ số xác sống đã bị tiêu diệt, Jadis lục dưới đống rác và lấy ra một chiếc hộp được có chứa vài lọ mứt táo để ăn.

### Rick
Ra được bên ngoài, Rick và Michonne lên đường đến Hilltop. Rick giải thích với Michonne rằng phát súng ban nãy không phải là vì anh muốn giết Jadis mà chỉ muốn đuổi cô ta đi.
Rick chợt dừng xe lại bên đường và bảo mình cần một vài phút để trấn tĩnh bản thân. Anh cầm theo xấp thư của Carl cùng chiếc bộ đàm lấy từ một thành viên The Saviors và đi đến một cánh đồng vắng. Rick lấy ra 2 bức thư mà Carl gửi đến mình và Negan, nhưng cuối cùng chỉ đọc bức gửi Negan. Sau một hồi chần chừ, anh dùng bộ đàm liên lạc đến The Sanctuary và yêu cầu được nói chuyện với hắn.
Hay tin từ Rick rằng Carl đã chết, Negan lộ rõ vẻ bất ngờ và đau buồn. Rick tiết lộ nội dung bức thư mà Carl gửi hắn rằng cậu muốn cả hai bên chấm dứt chiến tranh và tạo dựng hòa bình. Mặc dù vậy, Rick tin rằng hòa bình giờ đây là thứ không còn có thể đạt được.
Sau khi đặt câu hỏi nhưng được biết cái chết của Carl không phải do The Saviors gây ra, Negan bày tỏ sự chia buồn với Rick và khẳng định rằng một đứa trẻ như Carl chính là đại diện cho tương lai của thế giới này. Tuy nhiên, hắn cũng bảo rằng cái chết của Carl bị gây ra bởi chính Rick, người đã châm ngòi cuộc chiến tranh và đã không thể bảo vệ con của mình. Negan khuyên Rick nên đầu hàng trước khi có thêm nhiều người thân yêu của anh bỏ mạng vì những quyết định của anh. Cuối cùng, hắn khẳng định rằng Rick đã thất bại dưới tư cách của cả một thủ lĩnh lẫn một người cha.

## Các diễn viên phụ khác
- Briana Venskus vai Beatrice
- Nicole Barré vai Kathy
- Mimi Kirkland vai Rachel Ward
- Mike Seal vai Gary
- Adam Fristoe vai Dean
- Aaron Farb vai Norris
- Matt Mangum vai D.J.

## Cái chết trong tập
- Dean (Sau khi biến đổi)
- Brion (Lúc còn sống & Sau khi biến đổi)
- Tamiel (Lúc còn sống & Sau khi biến đổi)
- (Ít nhất) 130 thành viên khác của The Scavengers (Lúc còn sống & Sau khi biến đổi)

## Đánh giá
Tập phim nhận được phản hồi tích cực từ giới phê bình, với 81% trong số 21 bài bình luận trên trang Rotten Tomatoes là theo chiều hướng tốt. Hầu hết các chuyên gia đều đánh giá cao cách dẫn truyện mới độc đáo qua việc chia tập phim thành từng đoạn nhỏ, với mỗi đoạn tập trung vào một nhân vật và cho rằng đây là tập phim cuốn hút nhất từ đầu mùa phim đến giờ. Sam Loveridge từ tạp chí SFX Magazine bình luận: "Nếu bạn đã bị 'mắc kẹt' với The Walking Dead từ đầu mùa đến giờ, tập 10 này giống như một phần thưởng dành cho bạn".

## Bên lề
- Tên của tập - "The Lost And The Plunderers" đến từ dòng chữ trên tấm biển hiệu trước cổng Alexandria: "Welcome to the Alexandria Safe-Zone. Mercy for the lost. Vengeance for the plunderers" (Tạm dịch: "Chào mừng tới cộng đồng an toàn Alexandria. Vị tha với những người lạc lối. Hận thù với quân trộm cướp").
- Tập phim này có thời lượng phát sóng trên truyền hình là 66 phút (bao gồm cả quảng cáo), dài hơn so với một tập thông thường là 60 phút.
- Sau cái chết của Carl trong tập trước, tên của Chandler Riggs đã được lược bỏ khỏi danh sách dàn diễn viên chính trong đoạn intro mở đầu phim.
- Tập phim tiết lộ rằng trước đại dịch, Jadis từng là một nghệ sĩ về hội họa & điêu khắc.
  - Jadis là thành viên cuối cùng của The Scavengers còn sống sau tập phim này.
- Đây là tập đầu tiên và cũng là duy nhất của Phần 8 mà Daryl Dixon không xuất hiện.
- Cảnh mà Michonne nhìn thấy vết sơn in hình bàn tay của Carl và Judith đã suýt không được đưa vào tập do diễn viên nhí thủ vai Judith đã dùng tay thoa nhoe nhoét sơn khắp nơi. Tổ hậu kỳ sau đó đã phải tạo lại hai vết sơn mới để thực hiện cảnh này.
- Tạo hình ngôi mộ mà Rick và Michonne dựng cho Carl được dựa trên ngôi mộ mà các thành viên nhóm Atlanta dựng cho Shane trong Chương 7 của bộ truyện tranh.
- Cách đạo diễn chuyển cảnh giữa từng phân đoạn về từng nhân vật khá giống với phong cách chuyển cảnh của đạo diễn Quentin Tarantino, cụ thể là bộ phim "The Hateful Eight" của ông.
- Rick đã nói với Jadis rằng cái chết của các thành viên The Scavengers là do lỗi của cô ta. Ngay sau đó vào cuối tập, anh cũng bị Negan kết tội là người chịu trách nhiệm cho cái chết của Carl.
- Tập phim có một số lời nói/chi tiết gợi nhắc về các sự kiện trong các tập trước đây:
  - Cảnh Michonne chạy tới đóng cổng cộng đồng và nhìn thấy một xác sống bị bong da mặt có nét tương đồng với con walker bị bong da mặt do cố len qua khe hở giữa hai xe tải trong tập đầu Phần 6 – "First Time Again".
  - Michonne nhắc lại với Rick việc Carl thường từng ngồi trên nóc của chòi gỗ, điều này cũng có thể được thấy trong tập đầu Phần 6 khi cậu ngòi trên nóc chòi cùng Enid.
  - Rick mang theo chiếc ba lô cam rời khỏi Alexandria. Đây là chiếc ba lô mà anh đã lấy từ một người mình bỏ mặc trên đường trong tập "Clear" (Phần 3). Nó đã đi theo nhóm Rick suốt một chặng đường dài và được sử dụng bởi nhiều thành viên khác nhau.
  - Cảnh Jadis suy sụp khi phải tự tay nghiền nát những đồng đội của mình được thực hiện sao cho giống với cảnh Tara suy sụp sau cái chết của chị mình sau trận chiến ở nhà tù trong tập "Inmates" (Phần 4).
  - Lọ mứt táo mà Jadis lấy ra ăn trong tập là sự gợi nhắc đến loại mứt táo của Alexandria mà Aaron đã cho bé Judith ăn vào lần đầu gặp nhóm Rick trong tập "The Distance" (Phần 5).
  - Cảnh Rick bảo Michone rằng anh không bắn chết Jadis mà "chỉ muốn đuổi cô ấy biến khỏi tầm mắt" giống với cảnh Rick nói với Carl rằng anh không chủ định nã súng để giết Siddiq mà chỉ muốn đuổi anh ấy đi trong tập đầu phần này.

## Lỗi phim
- Trong cảnh Rick ngoắc khẩu súng vào giữa nhánh cây trên mộ Carl, khi chuyển sang cảnh tiếp theo, vị trí của khẩu súng đã ở gần về phía Rick hơn.
- Khi Rick và Michonne trèo lên xe để rời khỏi Alexandria, cánh cửa kính hình tam giác cạnh ghế người lái được nhìn thấy bị long khỏi xe. Tuy nhiên trong cảnh tiếp theo, nó đã được sửa lại và cố định trên cửa kính.